# Joey Woody
Joey Woody (Iowa City, 22 maggio 1973) è un ex ostacolista statunitense, specializzato nei 400 metri ostacoli.

## Palmarès
| Anno | Manifestazione | Sede   | Evento             | Risultato | Misura | Note |
| ---- | -------------- | ------ | ------------------ | --------- | ------ | ---- |
| 2003 | Mondiali       | Parigi | 400 metri ostacoli | Argento   | 48"18  |      |